# Железняк Георгій Васильович
Гео́ргій Васи́льович Железня́к (18 червня 1939 — 5 лютого 2019, Івано-Франківськ, Україна) — український хореограф та балетмейстер, керівник народного ансамблю пісні і танцю «Карпати». Заслужений діяч мистецтв України (2014).

## Життєпис
Протягом багатьох років очолював народний аматорський ансамбль пісні і танцю «Карпати», заснований на виробничому об'єднанні «Карпатліс». Входив до організаційних комітетів численних обласних, всеукраїнських та міжнародних конкурсів. Тренував бальні пари міжнародного класу. Запровадив Європейську стандартизацію до прикарпатської бальної хореографії.
У серпні 2014 року був удостоєний почесного звання «Заслужений діяч мистецтв України».
Помер 5 лютого 2019 року в Івано-Франківську.

## Відзнаки та нагороди
- «Заслужений діяч мистецтв України» (23 серпня 2014) — за значний особистий внесок у державне будівництво, соціально-економічний, науково-технічний, культурно-освітній розвиток України, вагомі трудові здобутки та високий професіоналізм[1]